# Biremia kensleyi
Biremia kensleyi là một loài chân đều trong họ Bathynataliidae. Loài này được Poore miêu tả khoa học năm 2005.